# New International Version
De New International Version (NIV) is een Engelstalige vertaling van de Bijbel. De complete vertaling werd voor het eerst gepubliceerd in 1978 door Biblica.
De NIV ontstond in 1957 als een vertaalproject van de National Association of Evangelicals in de Verenigde Staten. In 1967 nam de Biblica Society het project over en huurde een team van vijftien Bijbelgeleerden uit verschillende evangelisch christelijke kerkgenootschappen en landen in om de vertaling te verzorgen uit de oudste manuscripten in het Hebreeuws, Aramees en Grieks.
Het Nieuwe Testament werd in 1973 uitgegeven door Zondervan in de Verenigde Staten, en de complete Bijbel in 1978. In 1999 verscheen een Spaanse vertaling, gevolgd door een Portugese vertaling in 2001. De NIV werd bijgewerkt in 1984 en 2011. In 2013 was de NIV een van de meest gebruikte versies van de Bijbel, met meer dan 450 miljoen verkochte exemplaren in het Engels. De NIV is de bestverkochte Bijbelvertaling in de Verenigde Staten.